# Richesse spécifique

, montrant les principaux taxons. La largeur des branches représente la richesse spécifique de ces taxons.

La richesse spécifique, ou diversité alpha,  est une mesure de la biodiversité de tout ou partie d'un écosystème ; elle désigne le nombre d'espèces présentes dans un milieu donné.

## Biodiversité
Désigne la variété et la variabilité (prend en compte tous les niveaux taxonomiques du règne à la sous-espèce ou à la race) parmi les diverses formes de vie et dans les complexes écologiques dans lesquels elles se rencontrent. Cependant, la biodiversité est aussi définie comme la variabilité des êtres vivants, dans leurs relations avec le milieu où ils vivent.

## Exemple de richesse spécifique
Une richesse spécifique peut s'exprimer en richesse totale ou en richesse moyenne :
- la richesse totale correspond au nombre total d'espèces présentes dans un biotope ou une station donnée ;
- la richesse moyenne correspond au nombre moyen d'espèces présentes dans les échantillons d'un peuplement étudié.

Les deux grands gradients de variation de la richesse spécifique sont :
- le nombre d'espèces ;
- la surface sur laquelle sont étudiées ces espèces.

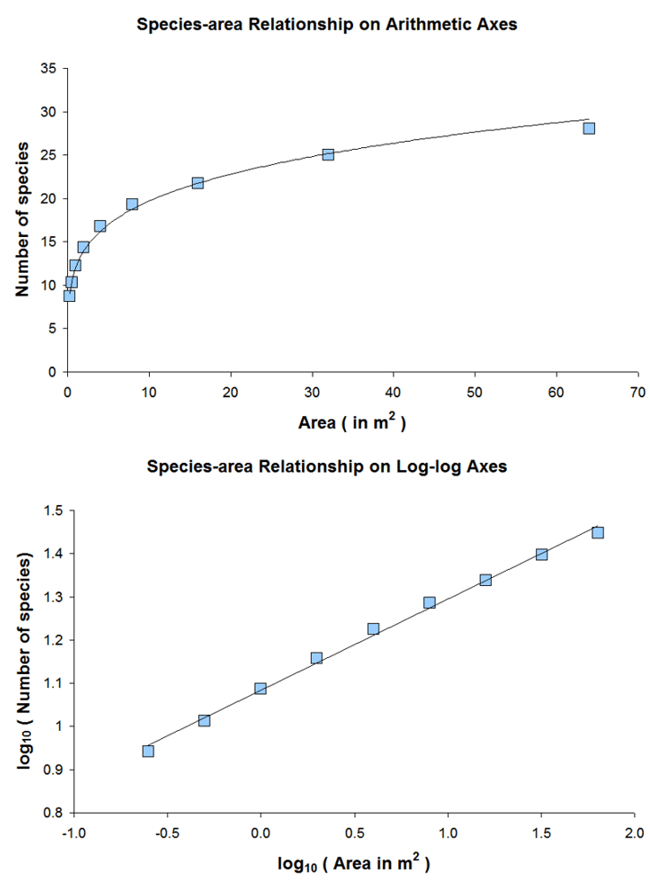
Relation entre la richesse spécifique et la surface d'un habitat continu. En haut, graphique avec axes arithmétiques. En bas, graphique avec axes logarithmiques.

Relations entre la richesse spécifique d'un territoire, et sa surface :

La richesse spécifique est liée à de nombreux facteurs qui ont fait et font toujours l'objet de recherches en écologie. Il existe tout de même des relations connues, comme celle entre la richesse spécifique d'un territoire et sa superficie. Cela découle du fait que plus un territoire est vaste, plus il est susceptible d'accueillir un nombre important d'espèces. 

## Mesures découlant de la richesse spécifique
- La diversité alpha, qui correspond au nombre d'espèces coexistant dans un milieu donné.
- La diversité bêta, qui correspond au taux de remplacement des espèces le long d'un gradient (par exemple climatique, spatial, d'altitude), au sein d'une région donnée. Ce taux de remplacement peut être calculé de deux façons :
  - arbitrairement, en comparant la composition des espèces échantillonnées à deux points ;
  - en décrivant la distribution des espèces dans chaque zone.
- La diversité gamma, qui correspond au taux d'addition[Quoi ?] d'espèces lorsque l'on échantillonne le même milieu à différents endroits.